# Unión Deportiva Almería "B"
La Unión Deportiva Almería B es un equipo de fútbol español, filial de la Unión Deportiva Almería. Actualmente juega en el Grupo IX de la Segunda RFEF.

## Historia

### Inicios (2001)
En la campaña 2001/02 logra ascender, de la mano de Alfonsín, a la Tercera División de España tras cuajar una gran temporada. Logra mantenerse en la categoría durante los siguientes años, con algunos altibajos, pero siempre consiguiendo el objetivo de la permanencia.
La temporada 2007/08 la comienza, de la mano de Rafa Berges, en puestos de descenso, en los que se mantiene durante toda la primera vuelta. La destitución del entrenador y la llegada de Alfonsín hacen que el equipo realice una magnífica segunda vuelta, saliendo del descenso y, finalmente, acabando la temporada en octava posición.
Para la siguiente temporada 2008/09, el club se pone como objetivo el ascenso a la Segunda División B. Para ello, renuevan casi por completo la plantilla y contratan como entrenador a Carlos Ríos, que firma por dos años. Durante toda la temporada se mantienen entre los cuatro primeros en la tabla de clasificación, terminando en segunda posición con 68 puntos a tan solo 3 puntos del primer clasificado.
Juegan la primera fase de la liguilla de ascenso con el Real Ávila. En Ávila, el resultado del partido es un empate a cero y, en Almería, un empate a uno que hace pasar de ronda al equipo avulense y, por lo tanto, deja al Almería B sin el sueño de alcanzar la Segunda B.
Tras la decepción, el equipo técnico decide destituir a Carlos Ríos de su cargo de entrenador y volver a renovar la plantilla. Para el puesto de entrenador eligen a Constantin Galca. En la temporada 2009/10, tras no convencer al equipo Constantin Galca por los malos resultados, el club decide destituirle y contratar al técnico almeriense José María Salmerón. Este realiza una temporada muy buena consiguiendo que el equipo acabe en 4.ª posición.
Ya en la liguilla de promoción, el Almería B supera sus 2 primeras eliminatorias frente al Santa Eulalia y al Burgos, pero en la última, frente al CE L'Hospitalet, cae eliminado por el valor de goles fuera de casa. Sin embargo, el club ascendió a la Segunda División B de España gracias al descenso administrativo del CF Atlético Ciudad.

### En Segunda B (2010-2016)
En la temporada 2010/11, el club se condena a los puestos de descenso en Segunda B tras un comienzo de temporada flojo y se decide destituir a José María Salmerón, haciéndose cargo del equipo un técnico de la casa, Alfonsín. Este consigue la permanencia tras una remontada espectacular en la segunda vuelta, quedando finalmente en 13.ª posición.
Tras cumplir su objetivo, Alfonsín deja de entrenar, haciéndose cargo del equipo su segundo entrenador, Francisco, joven técnico almeriense que fue jugador de la Unión Deportiva Almería. En la temporada 2011/12, el joven entrenador Francisco consigue mantener al equipo en la Segunda B con holgura y además aportó jóvenes talentos para el primer equipo como Jonathan o Pallarés.
La temporada 2014/2015 será la mejor de toda la historia del conjunto almeriense. Consiguió un más que meritorio tercer puesto en Segunda División B, clasificándose así para los play off de ascenso a Segunda División por primera y única vez en su historia. A pesar de que no contaba con opciones de ascenso, ya que el primer equipo descendía a Segunda División, disputó la fase de ascenso. Cayó en la primera eliminatoria contra el CD Guadalajara, a pesar de ello, no perdió ningún partido, ya que ambos se saldaron con empate, 2-2 en Almería y 1-1 en Guadalajara.

### Vuelta a 3.ª División (2016-2017)
Después de una desastrosa temporada en Segunda División B de España en la temporada 2015/2016, quedando colista con tan solo 28 puntos, el equipo afronta una nueva temporada en Tercera División de España. Realiza una excelente campaña, quedando en tercera posición con 71 puntos, su segunda mejor marca en Tercera División de España, y disputando así los play offs de ascenso a Segunda División B de España. En la primera eliminatoria consigue vencer al Unión Popular de Langreo, gracias al 0-1 conseguido en tierras asturianas y obteniendo 1-1 en Almería. En la segunda eliminatoria se enfrenta al Real Sporting de Gijón "B". En el partido de ida consigue un positivo 1-0 en Almería, siendo muy valioso conservar la portería imbatida. En el partido de vuelta pierde por 2-0 en tierras gijonesas, apeándose del tren de ascenso a la categoría de bronce.

### Ascenso a Segunda B (2017-2018)
La temporada 2017/18 en Tercera División, finaliza en segunda posición, consiguiendo 86 puntos, su mejor registro en Tercera y con 97 goles a favor.  En los Play off de ascenso a Segunda B, se enfrentó en la primera eliminatoria con el Villarrubia Club de Fútbol, al cuál venció 1-3 y 3-1 respectivamente. En la segunda eliminatoria jugó contra la Arandina Club de Fútbol, empatando 0-0 en tierras burgalesas y venciendo 3-2 en Almería en el tiempo de descuento con un gol del portero, Albert Batalla. La última eliminatoria la disputó contra el Villarrobledo Club de Fútbol, al cual venció 3-6 a domicilio y ganó 2-0 en el Estadio de los Juegos Mediterráneos, consiguiendo el ascenso a Segunda División B. 
Tan solo mantuvo la categoría un año, siendo la 2018/19 como la peor temporada del equipo en Segunda B, finalizando colista con tan solo 23 puntos y habiendo estado la mayoría de la temporada en puestos de descenso. 

### Un lustro en tercera y ascenso
Durante 5 temporadas continúa en Tercera, pasando a jugar en Tercera Federación con la creación de esta categoría, bajando un nivel en la competición. Durante estos años, juega los Play off de ascenso en 4 ocasiones. En la temporada  2023-24 el equipo queda en 4.ª posición, consiguiendo la mayor goleada de su historia tras vencer 14-1 al Atlético Melilla. En los Play off de ascenso, se enfrenta en cuartos de final contra el Atlético Malagueño, al que vence por 3-1 y 1-2. En las semifinales se enfrentó al Real Jaén, empatando a 2 de Almería y ganando a domicilio por 1-2, pasando a la última ronda de la eliminatoria.. 
El último paso para el ascenso fue el CD Toledo. En el partido de ida, disputado en Almería, el encuentro terminó con empate a uno, por lo que todo se decidiría en Toledo. En este partido decisivo los rojiblancos consiguieron el ascenso a Segunda Federación tras remontar el temprano gol de los toledanos en el minuto 5, finalizando el encuentro 1-4.

## Estadio

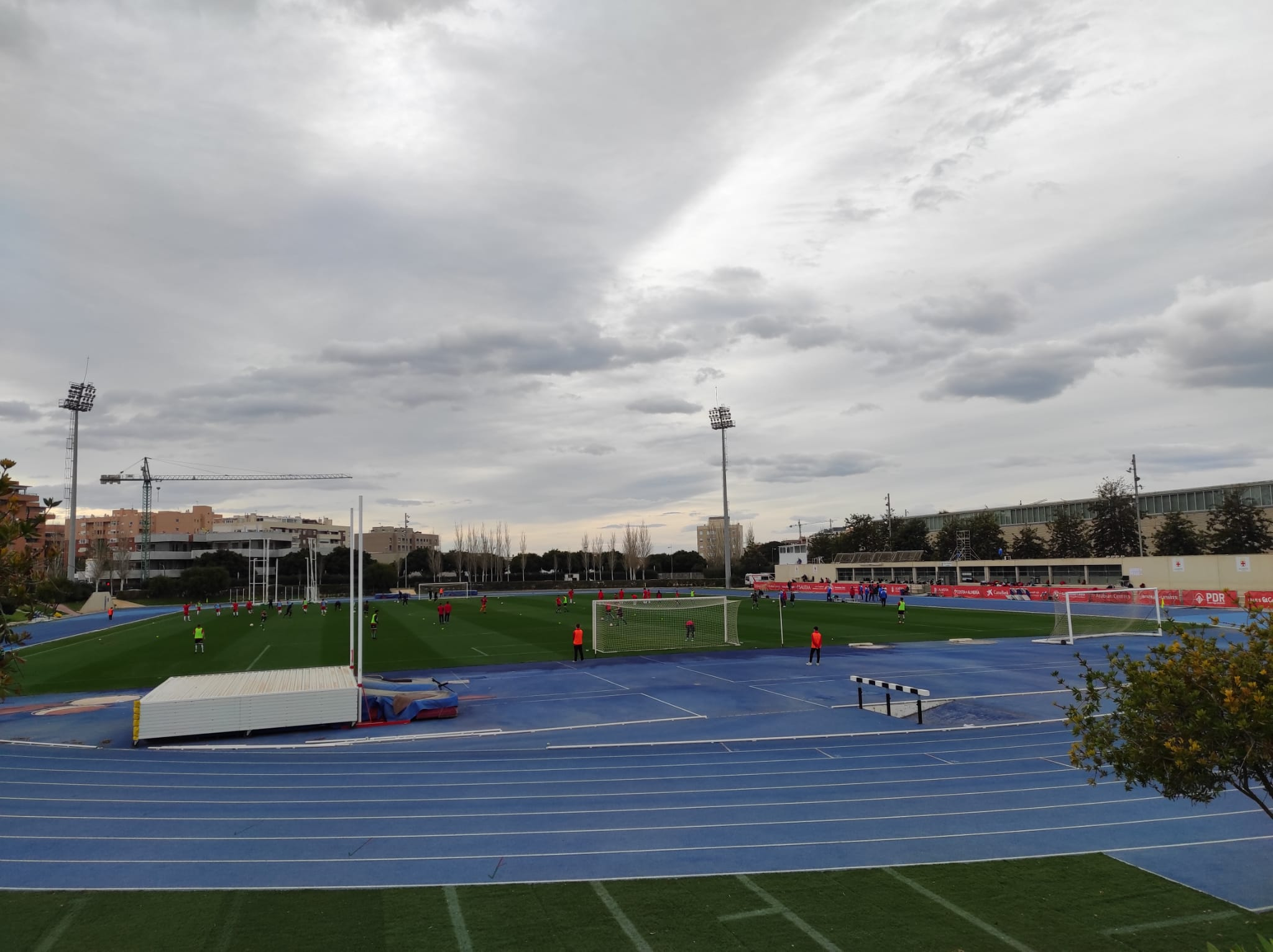
Campo Anexo

El equipo alterna la disputa de sus encuentros como local entre el Estadio de los Juegos Mediterráneos y el anexo a este. El aforo del Anexo al Estadio de los Juegos Mediterráneos es de 350 espectadores y se encuentra ubicado en la Vega de Acá, en la capital de Almería.
La U.D. Almería B llegó a disputar encuentros y entrenamientos en El Estadio Municipal Juan Rojas, el cual fue inaugurado en 1976 con el nombre de estadio Franco Navarro. Su aforo era de unos 13 000 espectadores sentados, llegando a admitir unos 20.000 en partido oficial con la preferencia y los fondos de pie. En la actualidad por problemas de aluminosis han dejado de disputarse partidos oficiales en el mismo, siendo actualmente utilizado para la práctica del rugby. El estadio está situado en el barrio almeriense de Torrecárdenas.

## Datos del club
- Temporadas en 2.ª: 0
- Temporadas en 2.ªB: 7[16]
- Temporadas en 3.ª: 12
- Mejor puesto en la liga:
  - En Segunda División B: 3.ª (temporada 2014/15)
  - En Tercera División: 2.ª (temporada 2008/09 y 2017/2018)

## Palmarés

### Torneos nacionales
- Subcampeón de Tercera División: (3): 2008/09, 2017/18 y 2020/21

### Torneos regionales
- Campeón Copa Federación (Fase regional de Andalucía Oriental): (3): 2011/12, 2012/13, 2013/14

### Torneos amistosos
- Trofeo Ciudad de Motril: (1) 2010
- Trofeo Villa de Turre: (1) 2014[17]
- Trofeo Memorial Antonio Parrilla: (1) 2018[18]
- Trofeo de Reyes de fútbol de Níjar: (1) 2018[19]
- Trofeo Ciudad de Albolote: (1) 2020[20]
- Trofeo Manny Pelegrín: (1) 2021[21]
- Trofeo Bicentenario de Nueva Carteya: (1) 2022[22]
- Trofeo Alcalde de Lorca: (1) 2024 [23]
- Trofeo Ciudad de Martos: (1) 2025[24]